# Angellu
Angellu es un despoblado que actualmente forma parte del concejo de Urbina, que está situado en el municipio de Villarreal de Álava, en la provincia de Álava, País Vasco (España).

## Toponimia
A lo largo de los siglos ha sido conocido con los nombres de Angellu, Anguella, Anguelu, Angullu y Nanziello.

## Historia
Documentado desde el año 952 en una donación hecha a San Millán, el despoblado, que se hallaba entre Luco y Urbina, fue agregado en el año 1333 a la Hermandad de Villarreal.